# Антін Добрянський

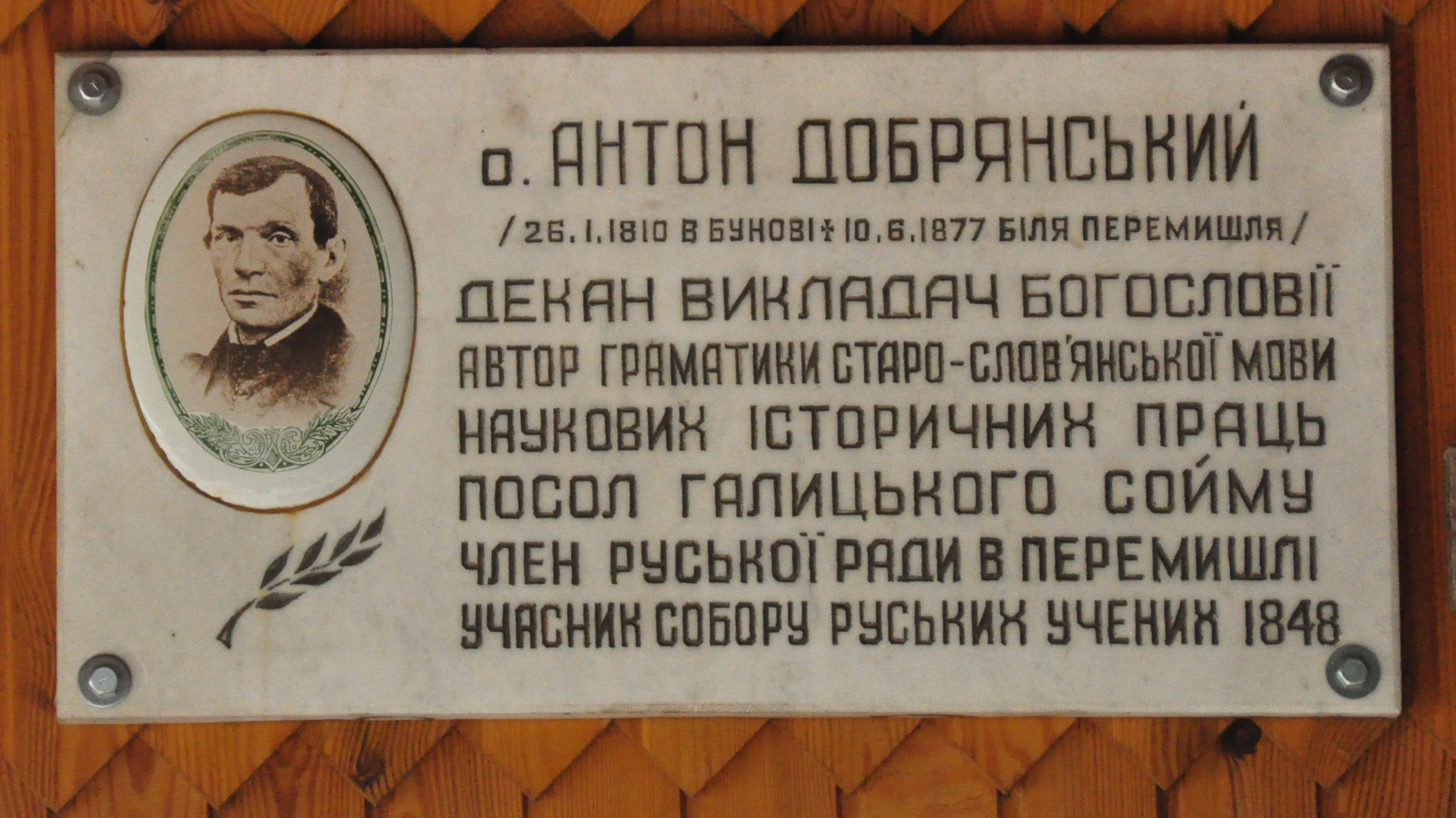
Пам'ятна дошка на церкві Святої Параскевії в с. Бунів

отець Антін (Антоній) Добрянський (26 січня 1810, с. Бунів, нині Яворівського району — 22 червня 1877, Валява) — священник УГКЦ, педагог, краєзнавець, історик, освітній діяч. Посол Галицького сейму (1861—1866) та Райхстаґу Австрійської імперії (1848—1849, 1861—1866). Батько Івана Добрянського.

## Життєпис
Походив зі сім'ї пароха с. Бунів (сучасний Яворівський район).
Навчався у Львівській і Віденській семінаріях, висвячений 1834 року. 1835—1837 — парох села Малковичі біля Перемишля, 1837—1877 — села Валява. Викладав церковнослов'янську мову в єпархіяльній школі в Перемишлі. З 1856 — почесний крилошанин, радник єпархіяльного суду і декан. Депутат Перемиської повітової ради (1867 рік).
Учасник Собору руських учених (1848), член Галицько-руської матиці.
Видавець (також автор) букваря, кількох підручників, зокрема підручника з граматики старослов’янської мови,  текстів теологічних проповідей, перемиських українських календарів, багатьох історичних та краєзнавчих розвідок, зокрема з історії Перемишля.
Автор статті «Короткі записки історичні про м. Самбір», опублікованій в «Зорі Галицкій» 1860 року. 
Основна історична праця — «История епископов трех соединных епархий, перемышльской, самборской и сяноцкой от найдавнейших времен до 1794 г. по источникам сочиненная». Як зазначала газета «Діло» (1893, № 190): «язик „Истории“ — російщина. Шкода!»
Обраний до Галицького сейму 1861 року в окрузі Ярослав — Синява — Радимно.
Володів латиною, польською, німецькою, французькою.
Дружина — Юліанна Желехівська.